# Heiligenkreuz im Lafnitztal
Heiligenkreuz im Lafnitztal (węg. Rábakeresztúr) – gmina targowa w Austrii, w kraju związkowym Burgenland, w powiecie Jennersdorf. Liczy 1,25 tys. mieszkańców (1 stycznia 2014).